# Jazy (województwo zachodniopomorskie)
Jazy – wieś w północno-zachodniej Polsce, położona w województwie zachodniopomorskim, w powiecie kołobrzeskim, w gminie Dygowo.
Według danych z 1 stycznia 2011 r. wieś miała 187 mieszkańców.
0,5 km na północny wschód przystanek osobowy Jazy na linii kolejowej nr 404 (Szczecinek - Białogard - Kołobrzeg).
W 1329 roku zapisano nazwę wsi Wosseken, pochodząca od rzeczownika osiek – umocnienie obronne w liczbie mnogiej. Dawna niemiecka nazwa wsi brzmiała Wusseken. 
Polska nazwę Jazy wprowadzono urzędowo w 1947 roku, zastępując poprzednią niemiecką nazwę Jaasde.